# ولینگتون پائولیستا
ولینگتون پائولیستا (انگلیسی: Wellington Paulista؛ زادهٔ ۲۲ آوریل ۱۹۸۴) بازیکن فوتبال اهل برزیل است.
از باشگاه‌هایی که در آن بازی کرده‌است می‌توان به باشگاه فوتبال بوتافوگو، باشگاه فوتبال دپورتیوو آلاوس، باشگاه فوتبال وستهام یونایتد، باشگاه فوتبال پالمیراس، باشگاه فوتبال سانتوس، باشگاه ورزشی کروزیرو، باشگاه فوتبال کریسیوما، باشگاه ورزشی اینترناسیونال، باشگاه فوتبال کوریتیبا، و باشگاه فوتبال فلومیننزه اشاره کرد.